# Пълва (област)
Пълва (на естонски: Põlva maakond, Пъйлва мааконд) е област в югоизточна Естония. Административен център е град Пълва. Площта ѝ възлиза на 2165 км², населението, по приблизителна оценка от януари 2019 г. е 25 006 души. Областта граничи с Русия и заради неразрешените гранични спорове някои села могат да бъдат достигнати само чрез преминаване на руска територия.